# 11e cérémonie des Golden Globes
La 11e cérémonie des Golden Globes a eu lieu le 22 janvier 1954, récompensant les films diffusés en 1953 et les professionnels s'étant distingués cette année-là.

## Palmarès
Les lauréats sont indiqués ci-dessous en premier de chaque catégorie et en caractères gras.

### Cinéma

#### Meilleur film
La récompense avait déjà été décernée.
- La Tunique (The Robe)

#### Meilleur réalisateur
- Fred Zinnemann – Tant qu'il y aura des hommes (From Here to Eternity)

#### Meilleur acteur dans un film dramatique
- Spencer Tracy pour le rôle de Clinton Jones dans The Actress

#### Meilleure actrice dans un film dramatique
- Audrey Hepburn pour le rôle de la princesse Ann dans Vacances romaines (Roman Holiday)

#### Meilleur acteur dans un film musical ou une comédie
- David Niven pour le rôle de David Slater dans La Lune était bleue (The Moon Is Blue)

#### Meilleure actrice dans un film musical ou une comédie
La récompense avait déjà été décernée.
- Ethel Merman pour le rôle de Sally Adams dans Appelez-moi Madame (Call Me Madam)

#### Meilleur acteur dans un second rôle
- Frank Sinatra pour le rôle d'Angelo Maggio dans Tant qu'il y aura des hommes (From Here to Eternity)

#### Meilleure actrice dans un second rôle
- Grace Kelly pour le rôle de Linda Nordley dans Mogambo

#### Meilleur scénario
- Lili – Helen Deutsch

#### Meilleur documentaire
La récompense avait déjà été décernée.
- Une reine est couronnée (A Queen Is Crowned) – Christopher Fry

#### Golden Globe de la révélation masculine de l'année
La récompense avait déjà été décernée.
(ex æquo)
- Richard Egan pour le rôle du Sgt. Johnson dans La Brigade glorieuse (en) (The Glory Brigade) et de Billy Lorant dans The Kid from Left Field
- Steve Forrest pour le rôle de Dirk DeJong dans Mon grand (So Big)
- Hugh O'Brian pour le rôle du Lt. Tom Lamar dans Le Déserteur de Fort Alamo (The Man from the Alamo)

#### Golden Globe de la révélation féminine de l'année
La récompense avait déjà été décernée.
(ex æquo)
- Pat Crowley pour le rôle de Sally Carver dans L'Éternel féminin (Forever Female) et du Dr Autumn Claypool dans Un galop du diable (Money from Home)
- Bella Darvi pour le rôle de Néfer dans L'Égyptien (The Egyptian) et de Denise Montel dans Le Démon des eaux troubles (Hell and High Water)
- Barbara Rush pour le rôle d'Ellen Fields dans Le Météore de la nuit (It Came from Outer Space)

### Spéciales

#### Cecil B. DeMille Award
- Darryl F. Zanuck

#### Henrietta Award
Récompensant un acteur et une actrice.
La récompense avait déjà été décernée.
- Alan Ladd
- Marilyn Monroe
- Robert Taylor

#### Golden Globe de la meilleure promotion pour l'entente internationale
La récompense avait déjà été décernée.
- Le Petit Garçon perdu (Little Boy Lost) – George Seaton

#### Special Achievement Award
La récompense avait déjà été décernée.
- Le Désert vivant (The Living Desert) – Walt Disney pour un mérit artistique[2].
- Guy Madison pour la meilleure vedette de western[3].

#### Honor Award
La récompense avait déjà été décernée.
- Jack Cummings producteur pour 30 années chez MGM[4].